# تشارلي بورلي
}}
تشارلي بورلي (بالإنجليزية: Charley Burley)‏ مواليد 6 سبتمبر 1917 في بنسيلفانيا - الوفاة 16 أكتوبر 1992، كان ملاكم أمريكي سابق صنّف ضمن فئة الوزن المتوسط.

## إحصائيات
خاض خلال مسيرته 98 نزالا، فاز في 83 وتعادل في 2 وخسر في 12. فاز بالضربة القاضية في 50 نزالا.

## روابط خارجية
- تشارلي بورلي على موقع بوكس ريك (الإنجليزية) (registration required)